# Zona Especial de Conservação da Ponta do Varadouro (Faial)
A Zona Especial de Conservação da Ponta do Varadouro a que corresponde o código PT055, localiza-se na área de abrangência da Baía do Varadouro é uma zona especial de conservação localizado dentro das Coordenadas geográficas de 38º33´Norte de 28º45´Oeste, no concelho de Horta, ilha do Faial, Açores.
Esta SIC tem uma área geográfica de 111 ares, com uma cota de altitude que se inicia nos 0 metros e se eleva até aos 260 metros.
Este local é predominantemente constituído por duas zonas que se podem dividir pela zona localizada a Este do Morro de Castelo Branco, local este constituído por uma falésia rochosa de difícil acesso cuja altura vais a cerca de 50 metros e onde existem muitas reentrâncias e cavidades. A outra zona, localizada a Oeste do Morro de Castelo Branco, a Baía do Varadouro, apresenta-se com uma falésia que gradualmente vai aumentando de altitude, atingindo cerca de 200 metros.
Nas encostas da Baía existe um forte povoamento de mato macaronésico com uma vegetação vivaz que se inicia logo acima das zonas de calhau rolado batido pelo mar e se estende falésias acima. Além da vegetação que dá abrigo às espécies que procuram este local existem muitas cavidades e reentrâncias costeiras.
Além dos já referidos matos macaronésicos e das áreas rochosas, existem locais com algumas areias e cascalho miúdo.
O uso do solo em alguns locais é utilizado para a agricultura; conservação da natureza e investigação, tendo pouco uso relativamente ao turismo e ao recreio.
A faixa classificada estende-se desde a beira-mar até ao rebordo da falésia.

## Importância ornitológica
Esta zona é particularmente importante para as aves marinhas nidificantes, com destaque para a cagarra Calonectris diomedea.
Os principais predadores terrestres aqui existentes são os introduzidos pelo homem como os cães e os gatos ferais, os  ratos e os furões que exercem alguma pressão sobre a nidificação da maioria das aves marinhas.